# Zygmunt Regro-Regirer
Zygmunt Regro-Regirer wł. Salomon Regirer (ur. 13 stycznia 1896 w Warszawie, zm. 12 grudnia 1965 w Piasecznie) – polski aktor teatralny i filmowy, reżyser  teatralny i dyrektor teatru pochodzenia żydowskiego.

## Życiorys

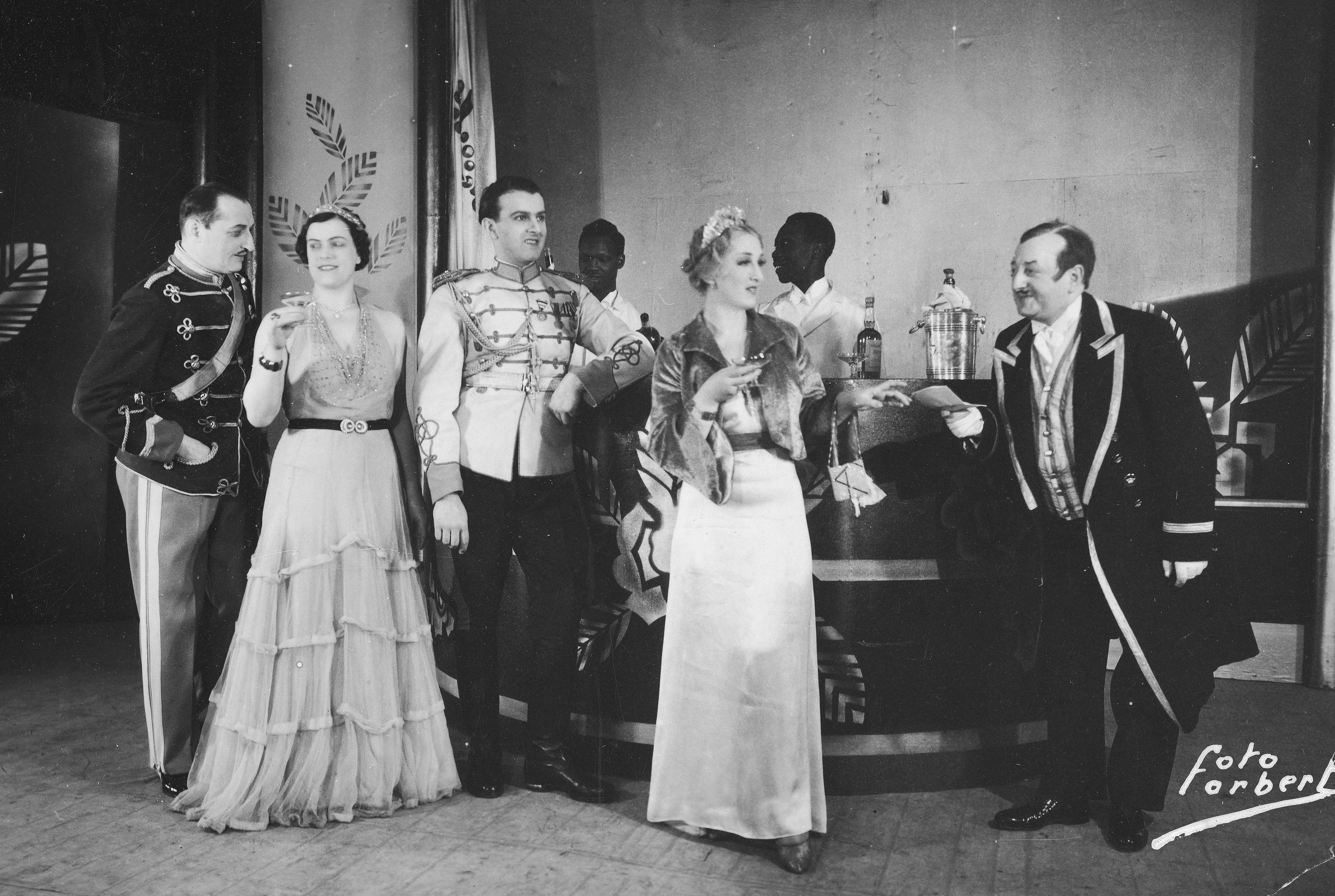
Zygmunt Regro-Regirer (pierwszy od prawej) podczas przedstawienia pt "Zakochana królowa" w teatrze Wielka Rewia w Warszawie (1936)

Studiował prawo na Uniwersytecie Warszawskim (1916-1920), jednocześnie kończąc warszawską szkołę dramatyczną. Po zakończeniu nauki wybrał scenę - w 1920 roku debiutował w Teatrze Miejskim w Łodzi. W latach 1921-1925 występował w Teatrze Miejskim w Lublinie. W tym okresie uczył się reżyserii: najpierw po kierunkiem Aleksandra Zelwerowicza oraz Karola Borowskiego, a następnie w Berlinie (1922). Reżyserować samodzielnie zaczął od 1923 roku.
W kolejnych latach był członkiem zespołów: Teatru Semafor we Lwowie (1925-1926), warszawskiego teatru Wodewil, Teatru Rozmaitości w Częstochowie oraz Teatru Małego we Lwowie (1926-1930). Od 1930 roku pracował w stolicy, gdzie był aktorem oraz dyrektorem Teatru Nowości (1931-1932), dyrektorem teatru Alhambra (1933), aktorem w teatrze Nowa Komedia (1933-1934), a latach 1934-1939 występował oraz kierował teatrem Wielka Rewia. Przed wybuchem należał do zespołu teatru Ali Baba (1939).
We wrześniu 1939 roku, podczas obrony Warszawy uratował z płonącego budynku kasę warszawskich Teatrów Miejskich. Następnie trafił do warszawskiego getta, gdzie w latach 1940-1942 zorganizował dwa zespoły teatralne, grające w języku polskim. Przeżył wojnę, a w latach 1945-1949 był aktorem i kierownikiem administracyjnym Teatru Syrena, mającego wówczas siedzibę w Łodzi. W kolejnych latach pracował jako inspektor w Państwowej Organizacji Imprez Artystycznych „Artos” (1951-1952), występował w Teatrze im. Juliusza Osterwy w Lublinie (1952-1954), Państwowym Przedsiębiorstwie Imprez Teatralnych w Warszawie (1954-1956) oraz łódzkiej Estradzie (1956-1960). W 1960 roku przeszedł na emeryturę i zamieszkał w Domu Artystów Weteranów Scen Polskich w Skolimowie.
Został pochowany na warszawskim Cmentarzu Wojskowym na Powązkach.

## Filmografia
- Każdemu wolno kochać (1933) - licytant w teatrze "Wesoły sandacz"
- Czarna perła (1934) - gość w hotelu "Terminus"
- Antek policmajster (1935) - kapelmistrz
- ABC miłości (1935) - fryzjer w teatrze
- Pan Twardowski (1936)
- Ada! To nie wypada! (1936) - reżyser operetki "Fijołek"
- Zapomniana melodia (1938) - kelner na dancingu w restauracji "Imperial"
- Kobiety nad przepaścią (1938) - Kimer, właściciel składu ubrań
- Biały Murzyn (1939) - woźny w klinice

Źródło: Film Polski